# إدوارد آدامز
إدوارد آدامز (بالإنجليزية: Edward Adams)‏ (و. 1824 – 1856 م) هو مستكشف، وعالم طبيعة، من إنجلترا، توفي في سيراليون، عن عمر يناهز 32 عاماً بسبب تيفوس.